# (8915) Sawaishujiro
(8915) Sawaishujiro (1995 YK3) – planetoida z pasa głównego asteroid okrążająca Słońce w ciągu 7,83 lat w średniej odległości 3,94 au. Odkryta 27 grudnia 1995 roku.